# Hubert Ogrodowczyk
Hubert Ogrodowczyk (Poznań, 1993) è un giocatore di football americano polacco, che gioca come linebacker per i Panthers Wrocław.
Dopo aver giocato fino al 2014 per i Kozły Poznań, nel 2015 si trasferisce ai Warsaw Eagles e in seguito ai Gold Coast Stingrays. Dal 2017 gioca nei Panthers Wrocław.

## Palmarès
- 1 Superfinał/Polish Bowl (Panthers Wrocław, 2017, 2019, 2020)
- 1 Sunbowl (Gold Coast Stingrays, 2015)